# لکه توری
لکه توری (نام علمی: Drechslera teres f. maculata) نام یک form از رده دوثیدئومیستس است.